# Itapeva (São Paulo)
Itapeva  (pronuncia-se IPA: [lʈɐ̯pɛvɐ̯]) é um município brasileiro do estado de São Paulo. Localiza-se à latitude 23º58'56" sul e à longitude 48º52'32" oeste, estando à altitude de 684 metros.
O município é formado pela sede e pelos distritos de Alto da Brancal, Areia Branca e Guarizinho.
A cidade é um entreposto comercial e de escoamento da produção agrícola de todo o extremo sul de São Paulo, além de ser a maior cidade desta região. Na hierarquia urbana nacional foi classificada pelo IBGE como um centro sub-regional de nível B (são aquelas cidades que possuem influencia sobre municípios próximos).
Itapeva preserva a qualidade de vida do interior. Uma cidade pacata e que oferece aos moradores boas opções de lazer como praças e parques. Seu comércio é diversificado, atraindo consumidores das cidades menores ao seu redor, além de ser um polo educacional e na área da saúde. A paisagem urbana do município vem sofrendo ao longo dos anos uma mudança significativa no seu tamanho.

## História
No século XVIII a coroa portuguesa ordenou que fossem instaladas na colônia do Brasil inúmeras vilas para que todo o território que Portugal considerava como seu, fosse devidamente ocupado e colonizado, pois a Espanha reivindicava territórios firmados no tratado de Tordesilhas. Neste contexto foi criado a vila de Faxina desmembrado da então vila de Sorocaba no dia 20 de Setembro de 1769, na ocasião estava presente Antonio Furquim Pedroso enviado pela comarca de São Paulo para a criação da nova vila, onde hoje se localiza o bairro de vila velha atual município de Taquarivaí.
Ataques indígenas eram comuns nesta época em todo o Estado de São Paulo. Por esse motivo, a vila foi alvo inúmeras vezes, por se tratar de um território plano e de fácil ocupação. Isso fez com que fosse transferida por volta do ano de 1785 para a atual localização, onde os habitantes acreditavam  tratar-se de um local mais seguro, já que cercado de inúmeros morros, inibindo o ataque das tribos indígenas locais. Um dos primeiros atos feitos na atual localidade foi a construção da catedral de Sant' Anna, em taipa de pilão, por 40 escravos. A estrutura na época servia também como cemitério para os católicos, e hoje é a construção mais antiga da cidade, tombada como patrimônio histórico e como símbolo que representa o marco zero do município. Neste período predominava na região a agricultura de subsistência. Aos poucos novas famílias foram se instalando na então vila de Faxina, o que  promoveu o crescimento continuo da sua região urbana e expansão das atividades econômicas, concretizando assim a formação do atual município de Itapeva.

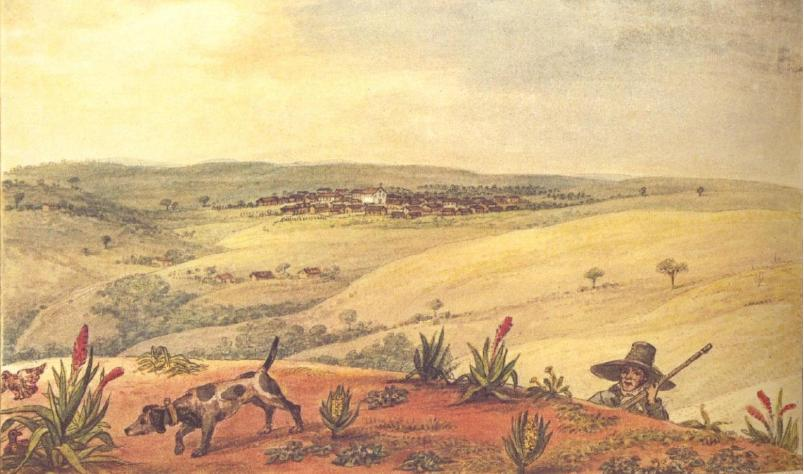
Quadro de Debret representando Itapeva em 1827

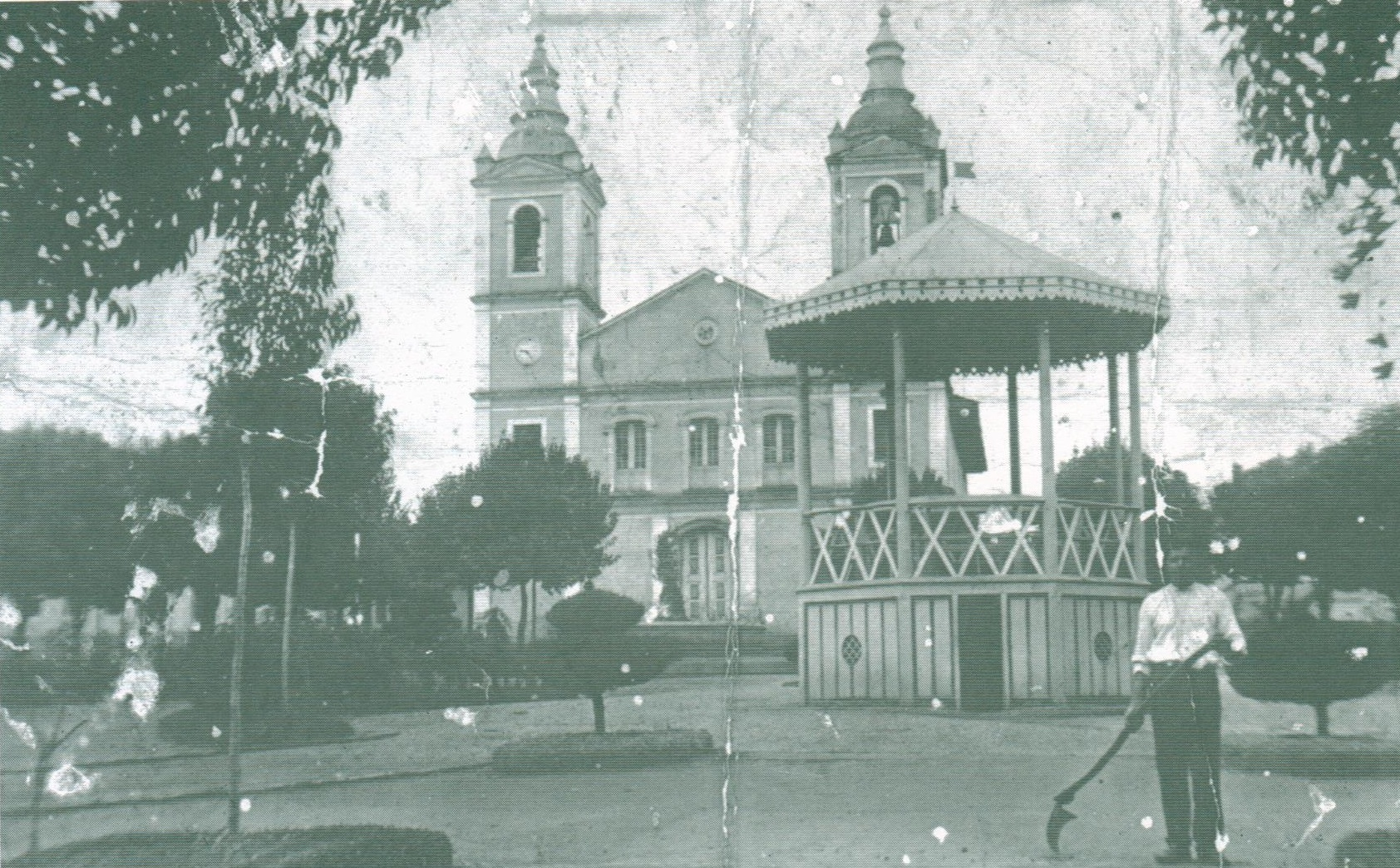
Catedral de Itapeva em 1910

No século XIX, se destacavam as produções de algodão e batata e com a criação da feira de muares em Sorocaba a vila passou a fazer parte da rota do tropeirismo, pois esse era praticamente o único caminho que ligava São Paulo ao sul do império, que se estendia desde Viamão no Rio Grande do Sul até Sorocaba, já nesta época a vila de Faxina se destacava como um polo regional já que faziam parte de seu território freguesias (bairros), que só mais tarde seriam desmembrados. Em 1827 o pintor francês Jean Baptiste Debret que andava pelo interior do Brasil, representou Itapeva com pouco mais de 32 casas todas de madeira.
No dia 28 de junho de 1861 após 94 anos de sua criação o governo elevou a vila de Faxina à categoria de cidade oficializado pela lei provincial nº 13,  e houve a primeira mudança no nome sendo assim chamada pela primeira vez de Itapeva da Faxina, Itapeva que seria uma referência a língua Tupi que significa Pedra Achatada. No dia 6 de abril de 1872 foi criada pelo então governo provincial a comarca de Itapeva da Faxina, desmembrando se da comarca de Botucatu a qual fazia parte  desde 1866.
Em 1910 houve a segunda modificação no nome da cidade retornando ao nome Faxina, este que perdurou até 1938 quando a então localidade foi denominada de Itapeva . O desenvolvimento e a consolidação do município como um polo regional do sudoeste paulista teve início no fim do século  XVIII e início do XX, como a construção da Santa casa de Misericórdia de Itapeva em 1899, em 1900 foi inaugurada o primeiro grupo escolar Acácio Piedade em um prédio alugado pelo então coronel Acácio Piedade, onde hoje funciona a atual escola Dom Silvio Maria Dario, somente em 1913 é que o prédio da escola atual foi construído em um projeto que serviu de exemplo pela eficiência para várias cidades da região como Itararé, Capão Bonito, Itaberá, Buri e Ribeirão Branco. Em 1909 foi inaugurada a estação da estrada de ferro sorocabana em Itapeva que a ligava até o município de São Paulo, com duas viagens por dia até a capital, essa que durava apenas 10 horas ante aos 5 dias que durava uma viagem a cavalo até a mesma localidade. A rodovia até São Paulo só foi asfaltada na década de 70, o que diminuiu ainda mais a viagem até a capital em apenas 4 horas.
Nas décadas de 30 e 40 Itapeva se tornou a capital da triticultura, também é nesta época em que o município começa a perder suas características rurais e se torna uma cidade comercial, sua principal fonte econômica atualmente, e é nesta mesma época em que os primeiros imigrantes começam a chegar na cidade, como os japoneses, árabes , italianos e alemães. Assim por influencia estrangeira tem início na cidade as primeiras atividades industriais. Já na década de 60 são descobertas reservas de minério oque faz com a cidade se torne a capital dos minérios e é criada a primeira escola técnica especializada em minérios no estado, conhecida hoje como escola de minas , em 70  iniciam se as atividades de reflorestamento e em 80 é a intensa produção de feijão que se destaca. Nas década de 90 e 2000 a cidade se torna uma das maiores produtoras de milho, soja e tomate do estado de São Paulo, em 2013 se destacou com o 3º maior PIB Agrícola do estado. Em 2014 a cidade se consolida mais uma vez como polo regional do desenvolvimento com a criação da 16.ª Região administrativa do estado com sede no município, a lei é assinada  pelo então governador Geraldo Alckmin, abrangendo 32 cidades com população superior a 500 mil habitantes e um PIB estimado em mais de 4 bilhões de reais, dados do IBGE 2013 .

## Geografia

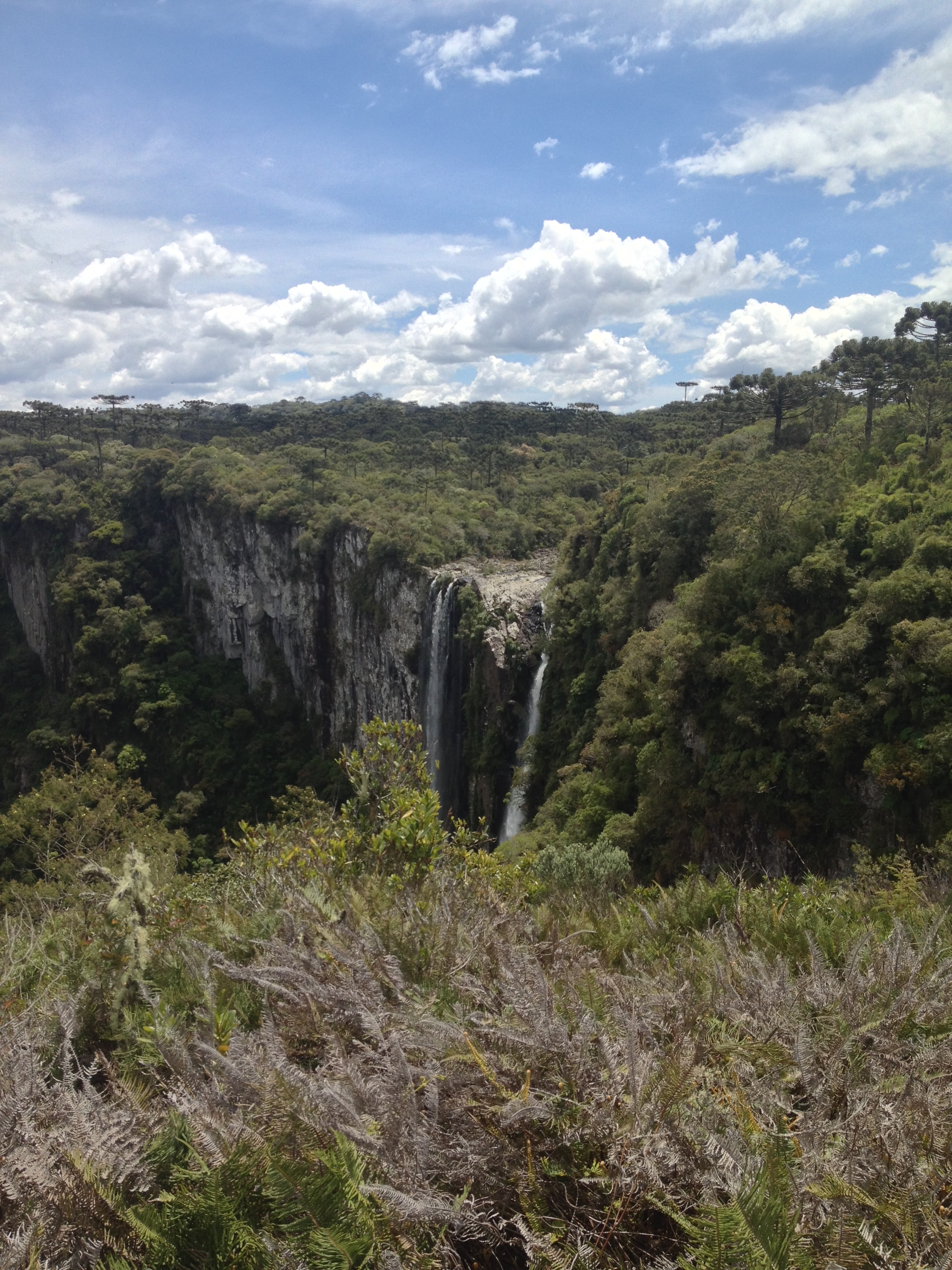
Cânion Pirituba

Itapeva perdeu território desde a sua fundação, a última vez em que houve desmembramento foi em 1991 quando por lei os distritos de Campina dos Veados (Nova Campina) e Taquarivaí se emanciparam; nessa ocasião o município perdeu pouco mais de 600 km². Atualmente possui uma área de 1.826,7 km², sendo o 2º maior município do estado em área, depois de Iguape. O município é dividido em três distritos somando uma população de pouco mais de 13 mil pessoas segundo censo do IBGE 2010, e que formam toda a população rural, são eles: Alto da Brancal, Areia Branca e Guarizinho.
O relevo acidentado faz com que a cidade tenha grandes montanhas em sua zona urbana. Itapeva está em uma área de ecótono entre floresta ombrofila mista e cerrado. A espécie arbórea mais comum encontrada no município até a década de 70 eram as araucárias (que ocorriam sobre todo o sul e leste do estado), mas por conta de empresas produtoras de papel e madeira, plantações de pinus e eucalipto substituiram a rica biodiversidade nativa do município. A cidade também faz parte do circuito turístico paulista por possuir inúmeros cânions.
O clima de Itapeva é considerado subtropical úmido (Cfa de acordo com a classificação climática de Köppen-Geiger), com as quatro estações do ano relativamente definidas. A temperatura média anual é de 19 °C. O verão é morno com precipitação e o inverno é fresco com moderada queda do nível de precipitação. Ao longo do ano, normalmente, a temperatura mínima nos meses mais frios é de 10 °C e a temperatura máxima nos meses mais quentes é de 30 °C e raramente são inferiores a 5 °C ou superiores a 34 °C.
Segundo dados do Instituto Nacional de Meteorologia (INMET), referentes ao período de 1969 a 1993 e a partir de 2006, a menor temperatura registrada em Itapeva foi de −2,1 °C em 2 de junho de 1978 e a maior atingiu 37,5 °C em 6 de outubro de 2020. O maior acumulado de precipitação em 24 horas alcançou 135,7 milímetros (mm) em 11 de dezembro de 1970. Desde julho de 2006, a maior rajada de vento chegou a 24,7 m/s (88,9 km/h) em 19 de outubro de 2014 e o menor índice de umidade relativa do ar (URA) foi de 10% na tarde de 13 de setembro de 2011.
| Dados climatológicos para Itapeva - SP | Dados climatológicos para Itapeva - SP | Dados climatológicos para Itapeva - SP | Dados climatológicos para Itapeva - SP | Dados climatológicos para Itapeva - SP | Dados climatológicos para Itapeva - SP | Dados climatológicos para Itapeva - SP | Dados climatológicos para Itapeva - SP | Dados climatológicos para Itapeva - SP | Dados climatológicos para Itapeva - SP | Dados climatológicos para Itapeva - SP | Dados climatológicos para Itapeva - SP | Dados climatológicos para Itapeva - SP | Dados climatológicos para Itapeva - SP |
| Mês | Jan                                    | Fev                                    | Mar                                    | Abr                                    | Mai                                    | Jun                                    | Jul                                    | Ago                                    | Set                                    | Out                                    | Nov                                    | Dez                                    | Ano                                    |
| --- | -------------------------------------- | -------------------------------------- | -------------------------------------- | -------------------------------------- | -------------------------------------- | -------------------------------------- | -------------------------------------- | -------------------------------------- | -------------------------------------- | -------------------------------------- | -------------------------------------- | -------------------------------------- | -------------------------------------- |
| Temperatura máxima recorde (°C) | 36,5                                   | 36,4                                   | 35,1                                   | 33,1                                   | 31,3                                   | 30,3                                   | 30,3                                   | 32,2                                   | 37,1                                   | 37,5                                   | 37                                     | 34,8                                   | 37,5                                   |
| Temperatura máxima média (°C) | 29,1                                   | 29,6                                   | 28,7                                   | 26,5                                   | 24                                     | 22,5                                   | 22,9                                   | 24                                     | 24,3                                   | 26,3                                   | 27,5                                   | 28                                     | 26,2                                   |
| Temperatura média compensada (°C) | 22,6                                   | 23                                     | 22                                     | 19,7                                   | 17,1                                   | 15,2                                   | 15,1                                   | 16,3                                   | 17,4                                   | 19,2                                   | 20,7                                   | 21,7                                   | 19,2                                   |
| Temperatura mínima média (°C) | 18                                     | 18,3                                   | 17,5                                   | 14,9                                   | 12                                     | 10,1                                   | 9,7                                    | 10,7                                   | 12,6                                   | 14,2                                   | 15,7                                   | 17,1                                   | 14,2                                   |
| Temperatura mínima recorde (°C) | 11,2                                   | 12                                     | 7,8                                    | 2,4                                    | 2,2                                    | −2,1                                   | −1,7                                   | −1,1                                   | 2,1                                    | 6                                      | 6,2                                    | 9,4                                    | −2,1                                   |
| Precipitação (mm) | 165                                    | 160,6                                  | 108,1                                  | 57,9                                   | 107,5                                  | 88,4                                   | 53,7                                   | 57,1                                   | 91,6                                   | 115,3                                  | 134,8                                  | 186,6                                  | 1 326,6                                |
| Umidade relativa compensada (%) | 73                                     | 73                                     | 74                                     | 74                                     | 75                                     | 75                                     | 72                                     | 70                                     | 74                                     | 74                                     | 73                                     | 79                                     | 73,8                                   |
| Insolação (h) | 198                                    | 179,7                                  | 191,3                                  | 183                                    | 185,4                                  | 174,4                                  | 205,8                                  | 196,2                                  | 163,5                                  | 200,2                                  | 186,6                                  | 177,8                                  | 2 241,9                                |
| Fontes: Instituto Nacional de Meteorologia (INMET) (normais climatológicas: 1961-1990) (recordes de temperatura: 01/09/1969 a 14/04/1993 e 24/07/2006-presente) |                                        |                                        |                                        |                                        |                                        |                                        |                                        |                                        |                                        |                                        |                                        |                                        |                                        |

### Hidrografia
- Rio Apiaí-Guaçu
- Rio Taquari
- Rio Pirituba
- Rio Taquari-Mirim
- Rio Taquari-Guaçu
- Rio Apiaí-Mirim

### Rodovias
- SP-249
- SP-258 Rodovia Francisco Alves Negrão

### Ferrovias
- Ramal de Itapeva da antiga Estrada de Ferro Sorocabana [18]
- Ramal de Apiaí da antiga Fepasa [19]

## Demografia

### População
| Crescimento populacional                             | Crescimento populacional | Crescimento populacional | Crescimento populacional |
| Ano                                                  | População Total          |                          | %±                       |
| ---------------------------------------------------- | ------------------------ | ------------------------ | ------------------------ |
| 1872                                                 | 14 612                   |                          |                          |
| 1890                                                 | 24 934                   |                          | 70,6%                    |
| 1900                                                 | 5 466                    |                          | −78,1%                   |
| 1910                                                 | 15 700                   |                          | 187,2%                   |
| 1920                                                 | 22 025                   |                          | 40,3%                    |
| 1925                                                 | 16 336                   |                          | −25,8%                   |
| 1934                                                 | 22 540                   |                          | 38,0%                    |
| 1937                                                 | 24 087                   |                          | 6,9%                     |
| 1940                                                 | 25 455                   |                          | 5,7%                     |
| 1946                                                 | 28 056                   |                          | 10,2%                    |
| 1950                                                 | 23 546                   |                          | −16,1%                   |
| 1958                                                 | 31 069                   |                          | 32,0%                    |
| 1960                                                 | 33 860                   |                          | 9,0%                     |
| 1970                                                 | 49 122                   |                          | 45,1%                    |
| 1980                                                 | 65 546                   |                          | 33,4%                    |
| 1991                                                 | 81 858                   |                          | 24,9%                    |
| 2000                                                 | 82 866                   |                          | 1,2%                     |
| 2010                                                 | 87 753                   |                          | 5,9%                     |
| 2022                                                 | 89 728                   |                          | 2,3%                     |
| Est. 2024                                            | 92 324                   | [ 20 ]                   | 2,9%                     |
| Fontes: Censos Demográficos IBGE e Estimativas SEADE |                          |                          |                          |

OBS: No censo realizado em 1836, o primeiro da província de São Paulo, a população da vila de Faxina (atual Itapeva) era de 4.149 habitantes.

### Dados demográficos
Dados do Censo - 2010
População total: 87.753
- Urbana: 73.956
- Rural: 13.797
  - Homens: 43.243
  - Mulheres: 44.510

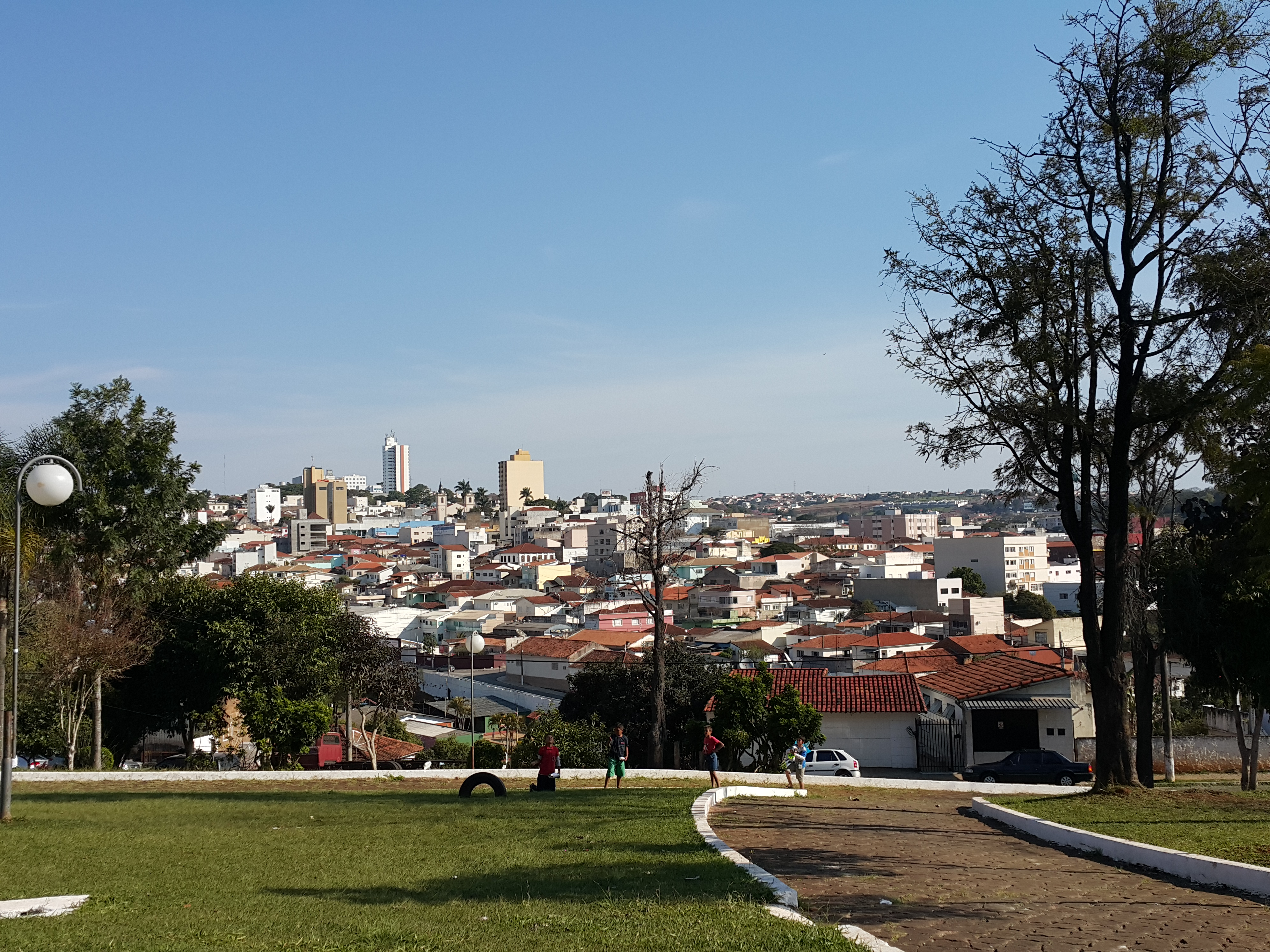
Vista parcial da área central através da Vila Aparecida

- Vista parcial da área central através da Vila AparecidaDensidade demográfica (hab./km²): 48,05
- Mortalidade infantil até 1 ano (por mil): 17,04
- Expectativa de vida (anos): 66,54
- Taxa de fecundidade (filhos por mulher): 1,97
- Taxa de alfabetização: 90,48%
- Índice de Desenvolvimento Humano (IDH-M): 0,732
  - IDH-M Renda: 0,692
  - IDH-M Longevidade: 0,692
  - IDH-M Educação: 0,852[25]

(Fonte: IPEADATA)

## Política e administração
- Prefeito: Adriana Duch Machado (MDB) (2025/2028)
- Vice-prefeita: Generci Neves (PSD)
- Presidente da câmara: Marinho Nishiyama (NOVO) (2025/2028)

## Economia
Itapeva é o segundo maior produtor estadual de tomate (sua principal cultura), mas têm grande expressividade as lavouras de feijão, milho e trigo (esta, com 32% da produção estadual).[carece de fontes?][carece de fontes?]

## Infraestrutura

### Comunicações

#### Telefonia
O sistema de telefones automáticos foi inaugurado na cidade pela Companhia Telefônica Brasileira (CTB) em 1970. Já o sistema de discagem direta à distância (DDD) foi implantado em 1975 pela Telecomunicações de São Paulo (TELESP) com o código de área (0155).
Na década de 90 o código DDD da cidade foi alterado para (015), para padronização do sistema telefônico com a telefonia celular que estava sendo implantada em todo o estado.

#### Imprensa
- Jornal Ita News
- Jornal Bons Negócios
- Jornal A Gazeta Notícias
- Jornal Regional News

#### Emissoras de rádio
- Radio Pop FM - 87,9
- Jovem Pan FM - 91,7
- Clube FM - 93,5
- Bem Mais FM - 104,7

### Educação

#### Ensino superior
- Faculdade Anhanguera
- Faculdade Metodista do Sul Paulista
- Universidade Anhembi Morumbi
- Unicesumar (Polo EaD)
- Faculdade de Ciências Sociais e Agrárias de Itapeva (FAIT)
- Universidade Estadual Paulista (UNESP) - Campus Itapeva
- UNIGRAN NET
- FATEC Internacional
- FACINTER
- Universidade Paulista (UNIP)
- Universidade Metodista do Estado de São Paulo
- Universidade Norte do Paraná (Unopar)
- Centro Universitário Internacional Uninter
- Universidade Virtual do Estado de São Paulo - Polo Itapeva/Sp (Univesp)

### Saúde
Itapeva possui as seguintes instalações de saúde:
Hospitais com UTI
- Santa Casa de Misericórdia de Itapeva (público)
- Hospital Unimed (particular)

Unidades de Saúde Especializadas
- AME - Ambulatório Médico de Especialidades
- UNACON - Unidade de Alta Complexidade em Oncologia

Unidades de Saúde com UTI
- UPA - Unidade de Pronto Atendimento

## Religião
O Cristianismo se faz presente na cidade da seguinte forma:

### Igreja Católica
- A igreja é sede da Diocese de Itapeva.[30]

### Igrejas Evangélicas
- Assembleia de Deus Ministério do Belém.[31][32]
- Congregação Cristã no Brasil.[33]